# Per Knudsen (calciatore 1930)
Per Knudsen (11 maggio 1930 – Oslo, 9 maggio 2006) è stato un allenatore di calcio e calciatore norvegese, di ruolo attaccante.

## Carriera

### Club
Knudsen vestì la maglia del Vålerengen dal 1954 al 1967, totalizzando 58 reti in 175 incontri di campionato.

### Nazionale
Conta 4 presenze per la Norvegia. Esordì l'11 settembre 1955, nel pareggio per 1-1 contro la Danimarca.

## Palmarès

### Giocatore

#### Competizioni nazionali
- Campionato norvegese: 1

Vålerenga: 1965